# Kebra Nagast

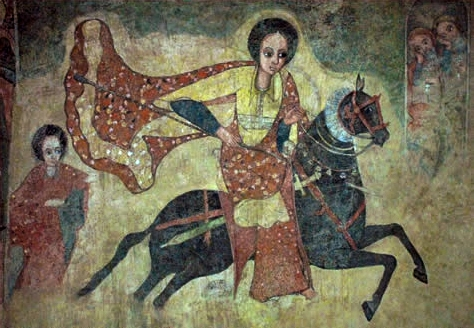
La reina de Saba en su viaje de Etiopía hasta Israel.

El Kebra Nagast, Libro de la Gloria de los Reyes de Etiopía, es una crónica pretendidamente histórica de los reyes de Etiopía, que remonta su genealogía hasta Menelik I, hijo del rey Salomón y de la reina de Saba, y contiene una serie de tradiciones sobre la monarquía etíope.

## Descripción
Escrito en lengua ge'ez, es considerado por los cristianos etíopes, y posteriormente por el movimiento rastafari, como la continuación de la descendencia de Salomón, y la verdadera historia del origen de la dinastía salomónica en Etiopía, así como de la conversión de Etiopía al cristianismo. 
La mayoría de los estudiosos opina que se trata de una recopilación realizada hacia el año 1300 de tradiciones muy anteriores. 
No solamente contiene la historia de cómo la reina de Saba conoció a Salomón, y sobre cómo el Arca de la Alianza llegó a Etiopía con Menelik I, sino también un relato de la conversión de los etíopes, desde la adoración del sol, la luna, y las estrellas a la veneración del Dios de Israel.
A partir de las primeras expediciones portuguesas a Etiopía (siglos XV y XVI), el libro fue conocido en Europa, y se realizaron traducciones a las principales lenguas europeas.

## Contenido
El Kebra Nagast está dividido en 117 capítulos, y es una mezcla de otros textos. Edward Ullendorff califica su estilo como "un gran conflicto de ciclos legendarios". El documento se presenta como un debate entre 318 padres ortodoxos en el primer concilio de Nicea. 
Estos sacerdotes plantean la pregunta ¿en qué consiste la gloria de los reyes?, a lo que responde un padre Gregorio con un discurso (capítulos 3-17) que termina con la declaración de que Moisés hizo una copia de La gloria de Dios y la guardó en el Arca de la Alianza. Después el arzobispo Domitius lee en un libro que había encontrado en la iglesia de "Sophia" (posiblemente Hagia Sophia), e introduce la historia de Makeda (conocida como la reina de Saba), Salomón y Menelik I, y de cómo el arca llegó a Etiopía (capítulos 19-94).
El Kebra Nagast concluye con la profecía de que el poder de Roma será eclipsado por el de Etiopía, y describe cómo el Rey Kaleb de Aksum, sometió a los judíos de Nagran, e hizo heredero al menor de sus hijos, Gabra Masqal (capítulo 117).

## Origen
Según el colofón unido a la mayoría de las copias existentes, el Kebra Nagast estaba escrito en copto y fue traducido al árabe en 1225 d. C. por un equipo de clérigos etíopes en los tiempos del obispo Abba Giyorgis; finalmente se tradujo al ge'ez en época del gobernador Ya'ibika Igzi. Basándose en este colofón, Conti Rossini, Littmann y Cerulli han señalado el período entre los años 1314 a 1321-1322 para la composición del libro.
Un estudio cuidadoso del texto revela rastros del árabe pero ninguna evidencia clara de una versión copta anterior. Muchos eruditos dudan que existiese dicha versión, y creen que la original fue la árabe. Por otra parte, las numerosas citas bíblicas que tiene el texto no fueron traducidas desde el árabe, sino tomadas directamente de la traducción etíope de la Biblia, y su uso e interpretación demuestran la influencia de algunos padres de la Iglesia, como Gregorio de Nisa.
Hubbard detalla las muchas fuentes que el recopilador del Kebra Nagast utilizó para crear este trabajo. Incluyen no solamente ambos testamentos (aunque se hace un mayor uso del Antiguo que del Nuevo), también detecta evidencias de fuentes rabínicas y apócrifas, sobre todo del Libro de Enoc y el Libro de los Jubileos, y traducciones del sirio como el libro de la cueva de los tesoros, y sus derivados, el libro de Adán y Eva y el libro de la abeja.

## Primeras traducciones
Una de las primeras colecciones de documentos etíopes llegó con los escritos de Francisco Álvares, oficial que acompañó a Rodrigo De Lima, embajador del Rey Manuel I de Portugal ante el negus negusti Dawit II. En los documentos relativos a esta misión, Álvares incluyó la historia del Emperador de Etiopía y una descripción en portugués de los hábitos de los etíopes, titulados el Preste Juan de Indias, que fue impreso en 1533.
Más información sobre el Kebra Nagast fue incluida por el sacerdote jesuita Manuel de Almeida en su Historia de Etiopía. Almeida fue enviado como misionero y tuvo oportunidad de estudiar el Kebra Nagast debido a su excelente conocimiento de la lengua. Su manuscrito es un trabajo valioso. 
En el primer cuarto del siglo XVI, P.N. Godinho publicó algunas historias sobre el rey Salomón y su hijo Menelik, procedentes del Kebra Nagast. Más datos sobre el contenido los dio Baltasar Téllez (1595-1675), el autor de Historia General de Etiopía Alta (Coímbra, 1660). Las fuentes de su trabajo eran las historias de Manuel Almeida, Alfonso Méndez y Jerónimo Lobo.

## Estudios modernos

El León de Judá, símbolo etíope.

No fue hasta finales del siglo XVIII que, al publicar James Bruce sus recorridos en busca de las fuentes del Nilo, llegó a los eruditos y teólogos europeos una mayor información sobre el contenido del Kebra Nagast.
Cuando Bruce abandonó Gondar, Ras Mikael Sehul, el regente del emperador Tekle Haymanot le dio varios valiosos manuscritos, entre ellos una copia del Kebra Nagast. Cuando publicó la tercera edición de Viajes en busca de las fuentes del Nilo incluyó una descripción del manuscrito original, que más tarde entregó a la biblioteca Bodleian de la universidad de Oxford.
Aunque August Dillmann preparó un resumen del contenido del Kebra Nagast y publicó su colofón, no hubo disponible ninguna parte substancial de la narración hasta que F. Praetorius publicó los capítulos 19 a 32 en una versión en latín. 35 años después, en 1905, el orientalista alemán Carl Bezold publicó el texto completo acompañado de unos comentarios.
Hoy en día el Kebra Nagast está publicado en inglés en dos ediciones, la de G. Hausman (1997) y la de M. F. Brooks (1995); en francés hay una publicación muy reciente realizada por el dr. S. Mahler, y en italiano el Kebra Nagast se encuentra en una edición publicada en julio de 2007, traducida por el dr. Lorenzo Mazzoni, escritor y estudioso de historia y filosofía rastafari. En mayo de 2010 ha sido publicada la primera traducción al castellano de este antiguo texto, Kebra Nagast, La Biblia secreta del rastafari: el texto se había traducido a lo largo de los siglos a varios idiomas, pero no estaba disponible completo en español. Las primeras publicaciones relativas al Kebra Nagast en España datan del siglo XVI y se trata de dos ediciones incompletas que se limitan a pocos capítulos, traducidos probablemente del portugués a castellano y publicadas en Toledo (1528) y Barcelona, (1547).